# Адольф Пінінг
Адольф Корнеліус Пінінг (нім. Adolf Cornelius Piening; 16 вересня 1910, Зюдеренде — 15 травня 1984, Кіль) — німецький офіцер-підводник, корветтен-капітан крігсмаріне, капітан-цур-зее бундесмаріне. Кавалер Лицарського хреста Залізного хреста.

## Біографія
1 квітня 1930 року вступив на флот. Служив на важкому крейсері «Дойчланд», міноносцях і торпедних катерах. В жовтні 1940 року переведений в підводний флот. В червні 1941 року зробив бойовий похід на підводному човні U-48. З 23 серпня 1941 року — командир U-155, на якому зробив 8 походів (провівши в морі в цілому 459 днів). Всього за час бойових дій потопив 26 кораблів загальною водотоннажністю 140 449 тонн і пошкодив 1 корабель водотоннажністю 6736 тонн.
| Дата              | Назва корабля                     | Тип                  | Тоннаж | Вантаж | Екіпаж | Загинули | Країна             | Конвой |
| ----------------- | --------------------------------- | -------------------- | ------ | --- | ------ | -------- | ------------------ | ------ |
| 22 лютого 1942    | Sama                              | Торговий теплохід    | 1,799  | 1040 тонн порцелянової глини                                                                                   | 39     | 19       | Норвегія           | ONS-67 |
| 22 лютого 1942    | Adellen                           | Тепловий танкер      | 7,984  | Баласт | 48     | 36       | Британська імперія | ONS-67 |
| 7 березня 1942    | Arabutan                          | Торговий пароплав    | 7,874  | 9680 тонн вугілля і коксу                                                                                      | 55     | 1        | Бразилія           |        |
| 14 травня 1942    | Brabant                           | Торговий теплохід    | 2,483  | Баласт | 33     | 21       | Бельгія            |        |
| 17 травня 1942    | San Victorio                      | Тепловий танкер      | 8,136  | 12000 тонн бензину і парафіну                                                                                  | 52     | 51       | Британська імперія |        |
| 17 травня 1942    | Challenger                        | Торговий теплохід    | 7,667  | 8400 тонн генеральних вантажів                                                                                 | 64     | 8        | США                |        |
| 20 травня 1942    | Sylvan Arrow                      | Паровий танкер       | 7,797  | 125 000 тонн нафти                                                                                             | 44     | 1        | Панама             | OT-1   |
| 23 травня 1942    | Watsonville                       | Торговий пароплав    | 2,220  | Генеральні вантажі                                                                                             | ?      | 0        | Панама             |        |
| 28 травня 1942    | Poseidon                          | Торговий пароплав    | 1,928  | Баласт | 32     | 32       | Нідерланди         |        |
| 30 травня 1942    | Baghdad                           | Торговий теплохід    | 2,161  | 2700 тонн генеральних вантажів і 316 мішків пошти                                                              | 30     | 9        | Норвегія           |        |
| 28 липня 1942     | Barbacena                         | Торговий пароплав    | 4,772  | 5000 тонн генеральних вантажів, включаючи каву, касторове насіння, сушені боби і волокна кароа                 | 62     | 6        | Бразилія           |        |
| 28 липня 1942     | Piave                             | Паровий танкер       | 2,347  | Баласт | 35     | 1        | Бразилія           |        |
| 29 липня 1942     | Bill                              | Торговий пароплав    | 2,445  | Генеральні вантажі, включаючи какао і 500 тонн марганцевої руди                                                | 24     | 1        | Норвегія           |        |
| 30 липня 1942     | Cranford                          | Торговий пароплав    | 6,096  | 6600 тонн хромової руди і 1600 тонн бавовни                                                                    | 47     | 11       | США                |        |
| 1 серпня 1942     | Kentar                            | Торговий пароплав    | 5,878  | 1500 тонн марганцевої руди                                                                                     | 79     | 17       | Нідерланди         |        |
| 1 серпня 1942     | Clan Macnaughton                  | Торговий пароплав    | 6,088  | 10 670 тюків бавовни                                                                                           | 82     | 5        | Британська імперія |        |
| 4 серпня 1942     | Empire Arnold                     | Торговий пароплав    | 7,045  | 10 000 тонн військових магазинів, включаючи вантажівки, танки і літаки                                         | 57     | 9        | Британська імперія | E-6    |
| 5 серпня 1942     | Draco                             | Торговий теплохід    | 389    | 514 тонн генеральних вантажів і продуктів харчування                                                           | 16     | 0        | Нідерланди         |        |
| 9 серпня 1942     | San Emiliano                      | Тепловий танкер      | 8,071  | 11 286 тонн авіаційного пального                                                                               | 48     | 40       | Британська імперія | E-7    |
| 10 серпня 1942    | Strabo                            | Торговий теплохід    | 383    | 504 тонни горіхів бабасу                                                                                       | 13     | 0        | Нідерланди         |        |
| 15 листопада 1942 | HMS Avenger (D14)                 | Ескортний авіаносець | 13,785 | | 526    | 514      | Британська імперія | MKF-1Y |
| 15 листопада 1942 | USS Almaack (AK-27) (пошкоджений) | Вантажний транспорт  | 6,736  | Баласт | 316    | 4        | США                | MKF-1Y |
| 15 листопада 1942 | Ettrick                           | Десантний транспорт  | 11,279 | Баласт | 336    | 24       | Британська імперія | MKF-1Y |
| 6 грудня 1942     | Serooskerk                        | Торговий пароплав    | 8,456  | 4246 тонн генеральних вантажів і 2314 тонни військових товарів                                                 | 108    | 108      | Нідерланди         | ON-149 |
| 2 квітня 1943     | Lysefjord                         | Торговий пароплав    | 1,091  | 900 тонн пиломатеріалів, асфальту і техніки                                                                    | 23     | 4        | Норвегія           |        |
| 3 квітня 1943     | Gulfstate                         | Паровий танкер       | 6,882  | 68 417 барелів сирої нафти                                                                                     | 61     | 43       | США                |        |
| 24 жовтня 1943    | Siranger                          | Торговий теплохід    | 5,393  | 7300 тонн генеральних вантажів, у тому числі 5 цистерн, вантажних автомобілів і скребків для палубних вантажів | 45     | 0        | Норвегія           |        |

В березні 1944 року призначений командиром 7-ї флотилії підводних човнів в Сен-Назері. 30 квітня 1945 року разом з U-255 — останнім човном, який залишився в його розпорядженні — покинув Францію. У травні 1945 року взятий в полон і поміщений в табір для військовополонених. В 1947 році звільнений. В 1956 році вступив на службу до ВМС ФРН. В 1969 році вийшов у відставку.

## Звання
- Кандидат в офіцери (1 квітня 1930)
- Морський кадет (9 жовтня 1930)
- Фенріх-цур-зее (1 січня 1932)
- Оберфенріх-цур-зее (1 квітня 1934)
- Лейтенант-цур-зее (1 жовтня 1934)
- Оберлейтенант-цур-зее (1 червня 1936)
- Капітан-лейтенант (1 квітня 1939)
- Корветтен-капітан (1 квітня 1943)
- Фрегаттен-капітан (23 квітня 1956)
- Капітан-цур-зее (1 квітня 1960)

## Нагороди
- Медаль «За вислугу років у Вермахті» 4-го класу (4 роки; 2 жовтня 1936)
- Іспанський хрест в бронзі з мечами (6 червня 1939)
- Залізний хрест
  - 2-го класу (21 листопада 1939)
  - 1-го класу (27 червня 1940)
- Нагрудний знак підводника (28 березня 1942)
- Лицарський хрест Залізного хреста (13 серпня 1942)